# Hochiss
L'Hochiss (2.299 m s.l.m.) è la montagna più alta delle Alpi di Brandenberg nelle Alpi Calcaree Nordtirolesi. Si trova nel Tirolo austriaco.
Per salire sulla vetta è possibile passare dal rifugio Erfurter Hütte.